# Wielkie odkrycia geograficzne

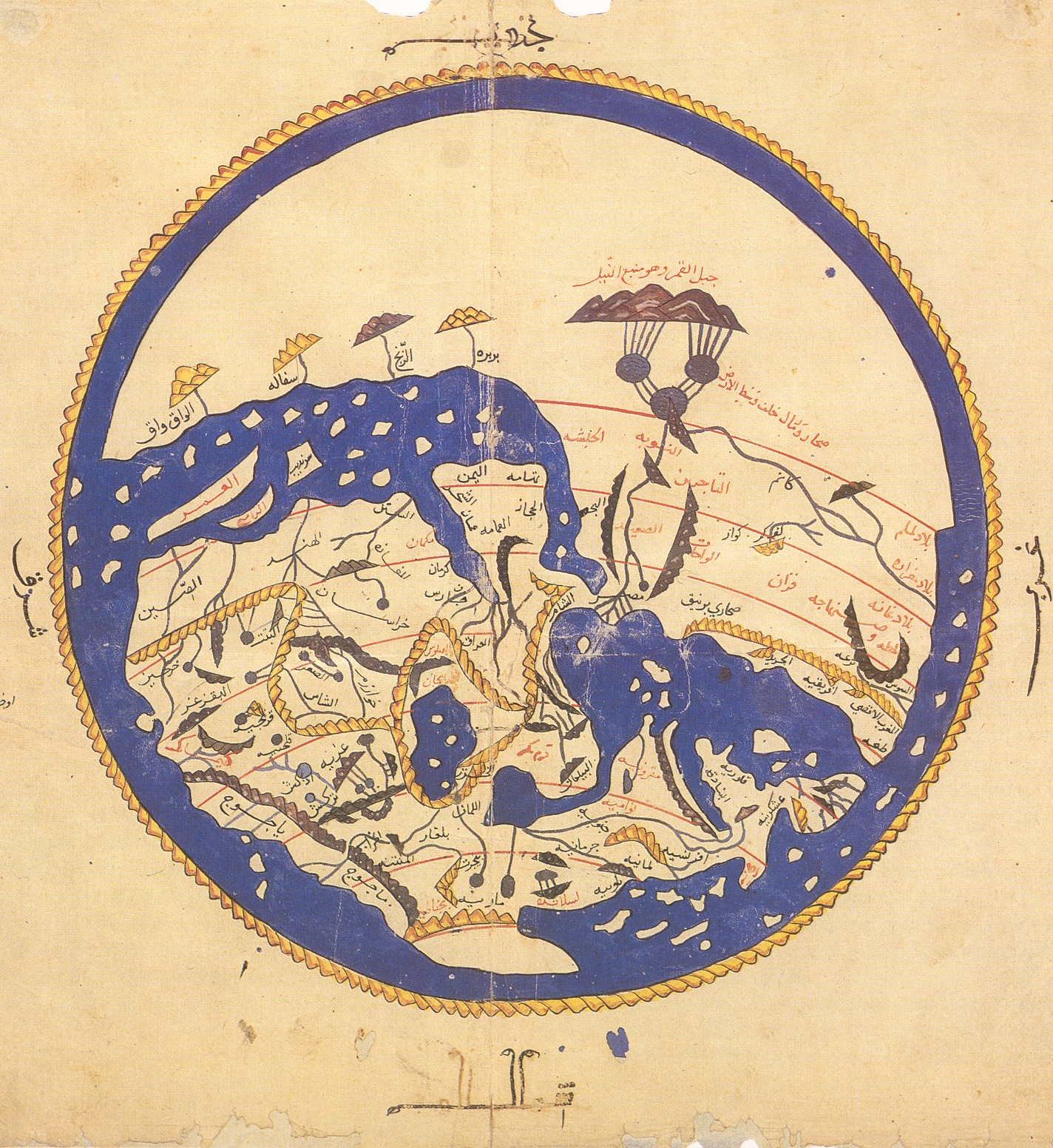
Mapa arabskiego kartografa al-Idrisiego z 1154, Tabula Idrisiana, była jedną z najdokładniejszych map świata sprzed epoki europejskich wypraw (uwaga: biegun północny znajduje się na dole mapy).

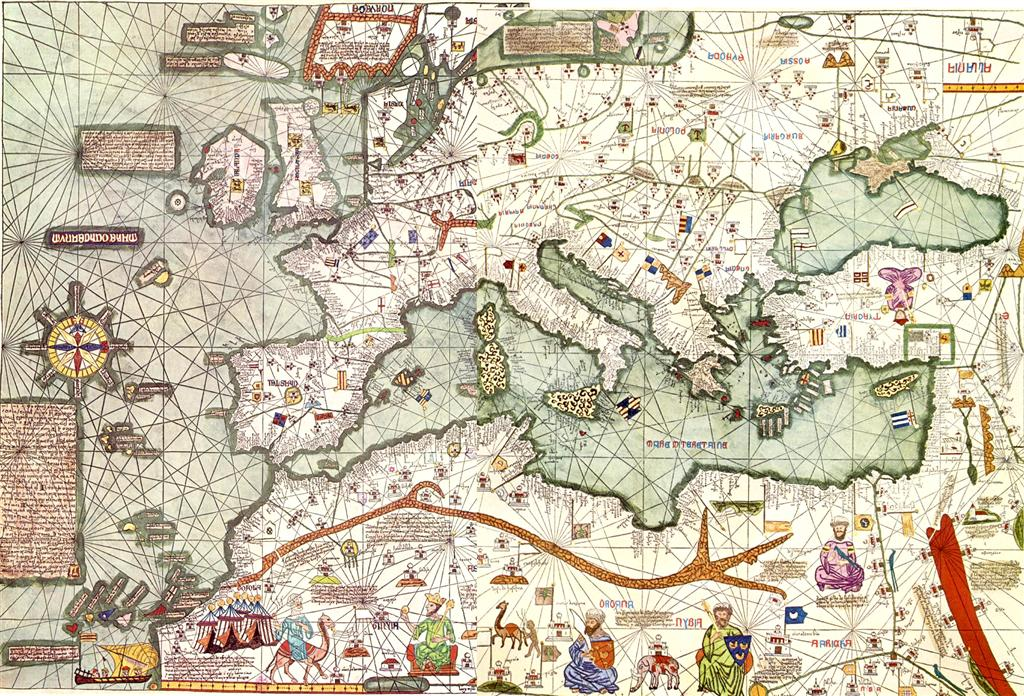
Fragment Atlasu Katalońskiego z 1375 roku

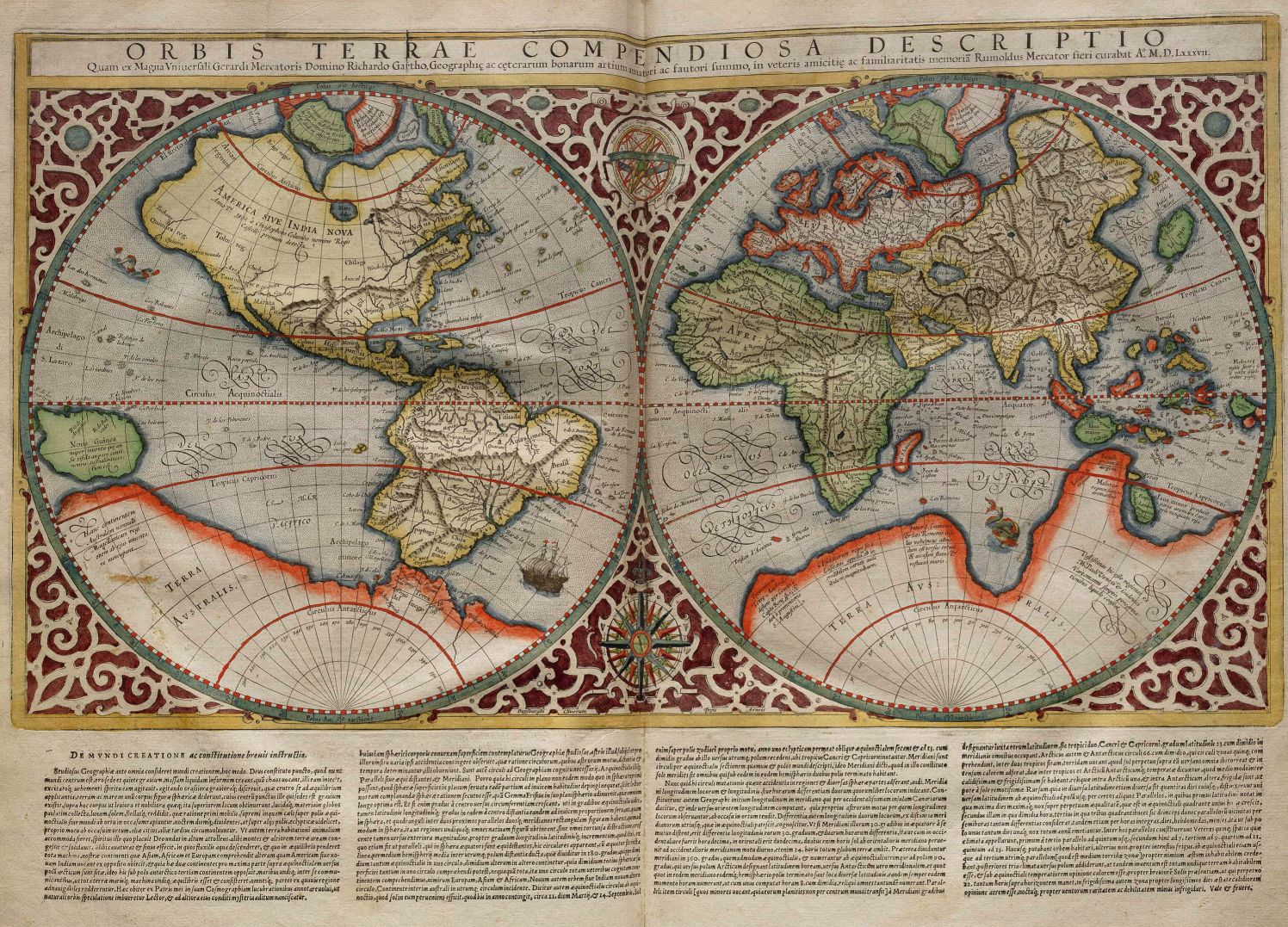
Mapa Świata Gerarda Merkatora z 1587 roku

Wielkie odkrycia geograficzne – określenie odkryć geograficznych dokonanych przez europejskich żeglarzy na przełomie XV i XVI wieku, a w szczególności: opłynięcie Przylądka Dobrej Nadziei przez Bartolomeu Diasa (1488), odkrycie Ameryki przez Krzysztofa Kolumba (12 października 1492), a następnie jej podbój, podróż Vasco da Gamy do Indii (1498) oraz pierwsza podróż dookoła świata Ferdynanda Magellana (1519–1522). Erę wielkich odkryć kończy dotarcie Europejczyków do Australii, być może dokonane przez Portugalczyków już w XVI wieku i utrzymywane w tajemnicy. Pierwszym znanym z imienia Europejczykiem, który dotarł do Australii (1606), został uznany Holender Willem Janszoon. W ten sposób cywilizacja zachodniej Europy zdobyła wiedzę o wszystkich zamieszkałych kontynentach, co było początkiem nieodwracalnych zmian historycznych. Nie był to koniec odkryć nowych kontynentów, gdyż pozostała jeszcze Antarktyda, aby ludzkość po raz pierwszy w swej historii stała się we własnej świadomości „kompletna”.
Wydarzenia te zapoczątkowały kolejne wyprawy odkrywcze i przyczyniły się do znaczącego poszerzenia horyzontu geograficznego Europejczyków. Rozpoczął się okres wielkiej kolonizacji, w której przodowali początkowo Portugalczycy i Hiszpanie, później dołączyli do nich Holendrzy, Anglicy i Francuzi. Znacząco rozwinął się handel, dotąd przede wszystkim morski (Morze Śródziemne, Bałtyk), teraz stał się oceaniczny. Dotychczasowe potęgi handlowe, takie jak miasta włoskie czy hanzeatyckie, zaczęły tracić na znaczeniu, a zyskiwały ośrodki takie jak Kadyks, Sewilla, Lizbona, Antwerpia. Wyprawy miały także wpływ na przemiany umysłowe zachodzące w Europie.

## Tło historyczne

### Średniowieczna geografia i nawigacja
Warunkiem wielkich odkryć geograficznych była rozbudzona ciekawość, chęć podróżowania o na wpół awanturniczym charakterze oraz wiedza geograficzna i warunki techniczne, które umożliwiałyby daleką eksplorację podróżniczą. Wszystkie te warunki zostały spełnione wskutek kumulacji wiedzy i postępu technicznego w Europie późnego średniowiecza. Wiedza geograficzna Europy Zachodniej wczesnego średniowiecza nie wyszła poza osiągnięcia Ptolemeusza i Strabona i, podobnie jak wiedza starożytna, miała częściowo charakter legendarny. Wskutek upadku cesarstwa zachodniorzymskiego, a później odizolowania Europy Zachodniej przez państwa muzułmańskie, wiedza ta została częściowo zapomniana. Wstrząs najazdu mongolskiego z 1241 roku uświadomił Europejczykom, że legendarne krainy Azji są rzeczywistością. Z inicjatywy papieży przedsięwzięto na Daleki Wschód kilka wypraw misyjno-zwiadowczych, dzięki którym Europa po raz pierwszy otrzymała relacje z pierwszej ręki o Chinach i innych krainach regionu. W ślad za wysłannikami papieskimi podążyli kupcy. Relacja jednego z nich – Marco Polo – stała się jedną z najsłynniejszych opowieści podróżniczych w historii. Wyprawy lądowe trwały jednak wiele lat. Ich efekt był niepewny nie tylko ze względu na odległość, ale i niebezpieczeństwa, szczególnie dla chrześcijan podróżujących przez niestabilne politycznie kraje muzułmańskie. Wyprawy te nie przyniosły rozwoju geografii w sensie naukowym, ale rozszerzyły i urealniły europejskie wyobrażenia o świecie.
Geografia i kartografia jako nauka we wczesnym średniowieczu nie istniały. Mapy miały charakter symboliczny i służyły celom dydaktyczno-teologicznym (Mappae mundi). Jednak elity intelektualne średniowiecza przechowały starożytną wiedzę o kulistości ziemi, rozpowszechnioną przez najpopularniejszy podręcznik astronomii Johannesa de Sacrobosco „Tractatus de Sphaare”, powstały około 1250 roku, a szczególnie przez poczytne w późnym średniowieczu dzieło kardynała Pierre’a d’Ailly „Imago mundi”, z 1410 roku. Kluczowy dla dalekich podróży był rozwój kartografii. Od XIII wieku zaczęto sporządzać niezwykle dokładne mapy wybrzeży, zaopatrzone w pierwsze siatki kartograficzne, tzw. portolany. W przeciwieństwie do wcześniejszych map miały one charakter praktyczny. Początkowo opisywały one wybrzeża Morza Śródziemnego, potem Morza Czarnego i Europy Północnej.
Od XIII wieku wraz z rozwojem miast i handlu nastąpił ogromny postęp w dziedzinie żeglugi. Wyprawy oceaniczne nie były możliwe na łodziach wiosłowych, w których stosunek ilości załogi (głównie wioślarzy) do objętości kadłuba nie pozwalał na zgromadzenie na statku dostatecznej ilości zaopatrzenia. Do rewolucyjnych zmian doszło wskutek udoskonalenia żaglowców, intensywne zwłaszcza od XIII wieku. Wielomasztowe ożaglowanie rejowe i kształt kadłuba umożliwiły płynięcie pod wiatr. Zmniejszenie ilości załogi i zwiększenie objętości kadłuba pozwoliły na zabranie wielkiej ilości zaopatrzenia, szczególne słodkiej wody. Ster stępkowy znacznie usprawnił manewrowanie. Efektem całej serii wynalazków szkutniczych były nowe typu statków: nef, karaka i karawela – pierwsze pełnomorskie żaglowce, uniezależnione eksploatacyjnie od bliskości lądu.
W dziedzinie nawigacji postęp również nastąpił od wieku XIII. Wykorzystując znaną Arabom (lub odkrytą samodzielnie) igłę magnetyczną, osadzono ją w skrzynce, konstruując busolę, co umożliwiło utrzymywanie kursu niezależnie od widoku gwiazd. Wykorzystywano znany starożytnym Grekom kwadrant i astrolabium do mierzenia odległości kątowych między horyzontem a ciałami niebieskimi, co pozwalało na określenie szerokości geograficznej. Najwięcej kłopotów sprawiał pomiar czasu, niezbędny do ustalania długości geograficznej, do którego nadal stosowano w nawigacji klepsydrę. Niewiele dawało to jednak podczas żeglugi na nieznanych wodach. Tutaj najcenniejszym kapitałem była zgromadzone przez pojedynczych żeglarzy wiedza i doświadczenie praktyczne, dotyczące wiatrów, prądów czy pogody.

### Rekonkwista
Początek XV wieku to przełom w rekonkwiście, dążeniu do wyparcia Maurów z kontynentu europejskiego. W tym czasie kolejne regiony Hiszpanii zostały przyłączone do świata chrześcijańskiego. Europejczykom udało się także wywalczyć na wybrzeżach afrykańskich przyczółki przydatne do dalszej ekspansji.

## Przyczyny odkryć geograficznych
Era europejskich „wielkich odkryć geograficznych” nie jest ani jedyną epoką odkryć, ani pierwszą w Europie. Np. do Ameryki, według obecnego stanu wiedzy, pierwsi przybyli wikingowie. Jednak to właśnie wiek XVI spowodował ogólnoświatowe skutki polityczne, gospodarcze i cywilizacyjne. Był bowiem początkiem kolonizacji europejskiej, od której rozpoczął się proces globalizacji. Dlatego w wyjaśnianiu tego właśnie okresu odkryć geograficznych historycy dopatrują się głębokich przyczyn gospodarczych i ekonomicznych, tłumaczących trwałość i powodzenie rozpoczętej w ten sposób światowej ekspansji Europejczyków. Utrwalone w literaturze historycznej wyjaśnienia są dyskusyjne, gdyż nie można z całą pewnością twierdzić, czy były to przyczyny, czy skutki odkryć ani jaką odgrywały rolę w motywacjach zarówno odkrywców, jak i ich protektorów. Najpowszechniej uznaje się dwie zasadnicze przyczyny gospodarcze powiązane ze sobą: handel przyprawami i niedobór kruszców szlachetnych w Europie.
Przez wiele tysiącleci sól była jedyną przyprawą, a zarazem i konserwantem znanym w Europie. W czasach rzymskich zaczęły się pojawiać i inne: cynamon, goździki, gałka muszkatołowa i przede wszystkim pieprz. Wszystkie pochodziły z dalekiej Azji – Indii lub Indochin. W średniowiecznej Europie oba te regiony geograficzne zlały się w jeden legendarny region zwany Indiami. Miała to być kraina mlekiem i miodem płynąca, bogata w „korzenie” (przyprawy) oraz kruszce szlachetne.
Import przypraw korzennych następował nieprzerwanie przez całe średniowiecze aż do czasów upadku Bizancjum w 1453 roku. Wtedy to wszystkie szlaki handlowe zostały opanowane przez Turków Osmańskich (ottomańskich), którzy uzyskali monopol na import przypraw. W krótkim czasie ceny „korzeni” na rynkach europejskich wzrosły niepomiernie. Np. za jeden kwintal goździków na Molukach (Wyspach Korzennych) płacono 2 dukaty, w mieście Malakka – 14 dukatów, w Kalikat, głównym punkcie przeładunkowym ówczesnych Indii – już 50 dukatów, a na giełdzie londyńskiej – 213 dukatów. Odkrycie alternatywnej drogi do Indii było więc koniecznością ekonomiczną dla rozwijającej się prężnie Europy. Rozwój systemu monetarnego Europy z bankami finansującymi przedsięwzięcia był wówczas daleko rozwinięty, co ułatwiło organizowanie wypraw podróżniczych.
W drugiej połowie XV wieku szybko rozwijająca się europejska gospodarka towarowo-pieniężna zaczęła odczuwać niedobór metali szlachetnych (używanych jako środki płatnicze), niezbędnych do jej sprawnego działania. Nastąpiła intensyfikacja wydobycia na kontynencie europejskim, jednak te zasoby nie mogły zapewnić odpowiedniej ilości kruszcu, zaczęto więc rozglądać się za możliwością jego zdobycia poza Europą. W XV wieku wystąpił także poważny kryzys w handlu śródziemnomorskim, za pośrednictwem którego Europa sprowadzała towary ze Wschodu, m.in. przyprawy, pachnidła, tkaniny jedwabne i bawełniane. Rosła liczba pośredników, co powodowało wzrost ceny końcowej poszukiwanych produktów (płacono za nie kupcom arabskim metalami szlachetnymi, co jeszcze bardziej pogłębiało ich deficyt w Europie), naturalne więc było dążenie kupców do poszukiwania nowych szlaków handlowych. Do niedawna uważano, że handel śródziemnomorski poważnie ucierpiał w wyniku podbojów ottomańskich, zwłaszcza zajęcia Konstantynopola w 1453 roku, jednak nowsze badania przeczą tym poglądom: Turcy wspierali handel z Europą, przynoszący im wielkie zyski, za pośrednictwem Egiptu i Syrii, ucierpiał on natomiast w wyniku portugalskich odkryć na Oceanie Indyjskim. Ostatnie badania historyków przyznały także znacznie większą rolę w stymulowaniu odkryć geograficznych nie kupcom, ale szlachcie – portugalskiej i prawdopodobnie hiszpańskiej. Kryzys gospodarki feudalnej w XIV oraz XV wieku i gorsza w tej sytuacji pozycja ekonomiczna (i społeczna) arystokracji miały ją pchnąć do poszukiwania bogactw (i tym samym poprawy swego położenia) w krajach zamorskich.

## Początek ery wielkich odkryć

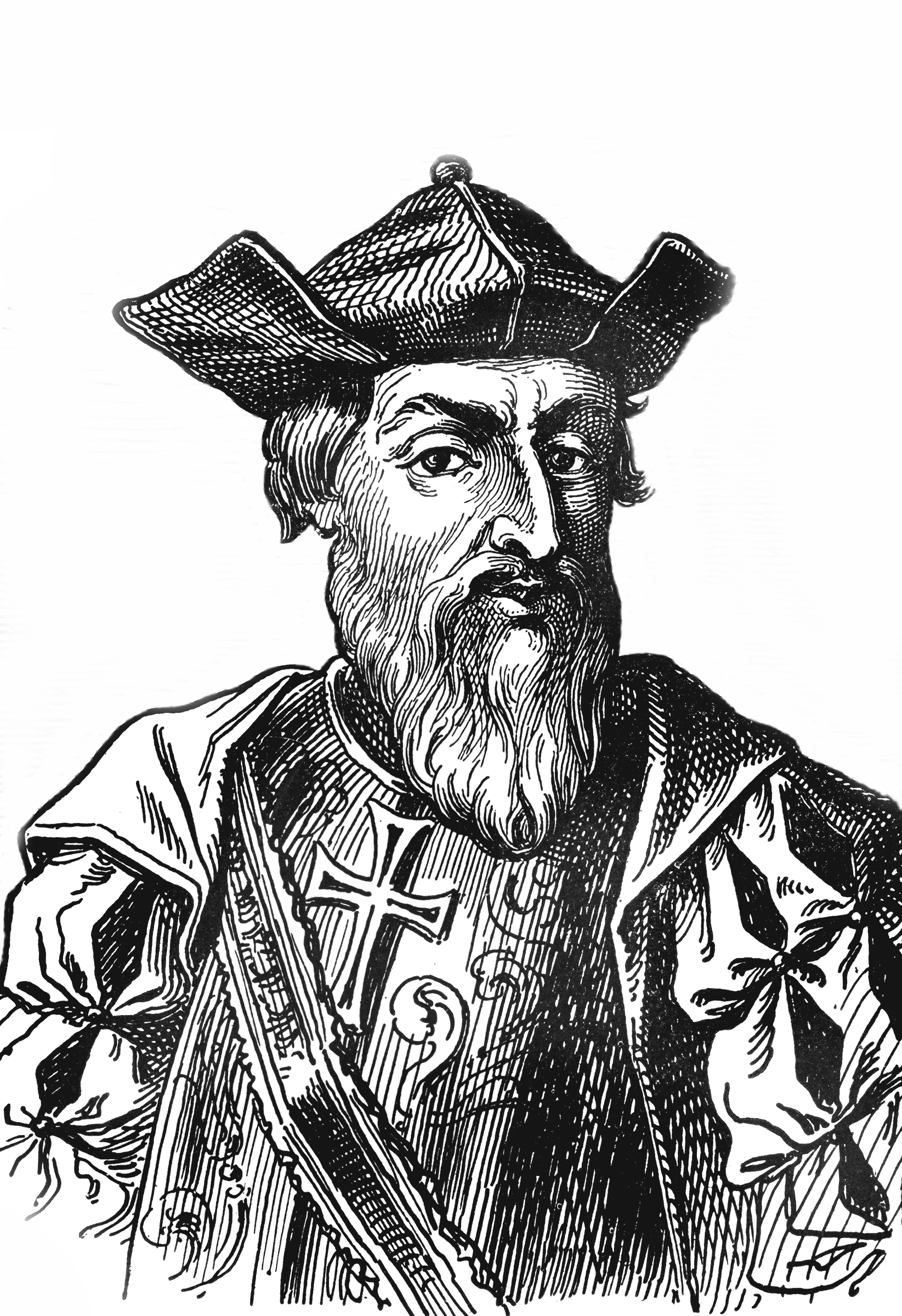
Vasco da Gama (1469/70-1524)

W XV wieku Portugalczycy zorganizowali wiele wypraw morskich, których efektem było odkrycie w końcu tego stulecia morskiej drogi do Indii. Początkiem tych działań było zdobycie w 1415 roku Ceuty, portu na wybrzeżu marokańskim, który był doskonałą bazą wypadową do dalszej ekspansji w kierunku Atlantyku i wnętrza kontynentu afrykańskiego. Za panowania Henryka Żeglarza (1415–1460), który patronował wielu morskim wyprawom, Portugalia wydatnie udoskonaliła metody nawigacji i budowy okrętów, co pozwoliło jej rozpocząć ekspansję poza Europą – zasiedlono Azory i Madeirę, handlowano z ludami zachodniej Afryki. W latach 70. XV wieku portugalskie statki dotarły do Zatoki Gwinejskiej i dzisiejszego Kamerunu. Wraz ze wstąpieniem na tron Jana II w 1481 roku wyprawy badawcze podjęto z nową energią – statki wysyłane były wzdłuż zachodnich wybrzeży Afryki z nadzieją znalezienia drogi do Indii, lecz okazało się, że płynąc dużo dalej na południe niż się spodziewano, że będzie konieczne, nadal nie napotykały przejścia na Wschód. Dopiero w 1487 roku Bartolomeu Dias przypadkiem odkrył przylądek, za którym rozciągała się droga morska w kierunku wschodnim. Nazwał go Przylądkiem Burz, jednak po powrocie wyprawy w 1488 roku, król Jan II, uznając wagę odkrycia, zmienił jego nazwę na Przylądek Dobrej Nadziei, i nakazał przygotowanie floty, która miała wyruszyć nowo odkrytą trasą. Jednak z nieznanych bliżej przyczyn wyprawa ta wyruszyła dopiero po długiej przerwie – 8 lipca 1497 roku flotylla złożona z czterech okrętów, dowodzona przez Vasco da Gamę wypłynęła z Lizbony i kierując się wzdłuż zachodnich wybrzeży Afryki, a następnie, po minięciu Przylądka Dobrej Nadziei, skręcając na północ, dotarła 23 maja 1498 do Kalikatu w Indiach. Wschodni szlak do tego kraju został w końcu przetarty.

## Kolumb i odkrycie Ameryki

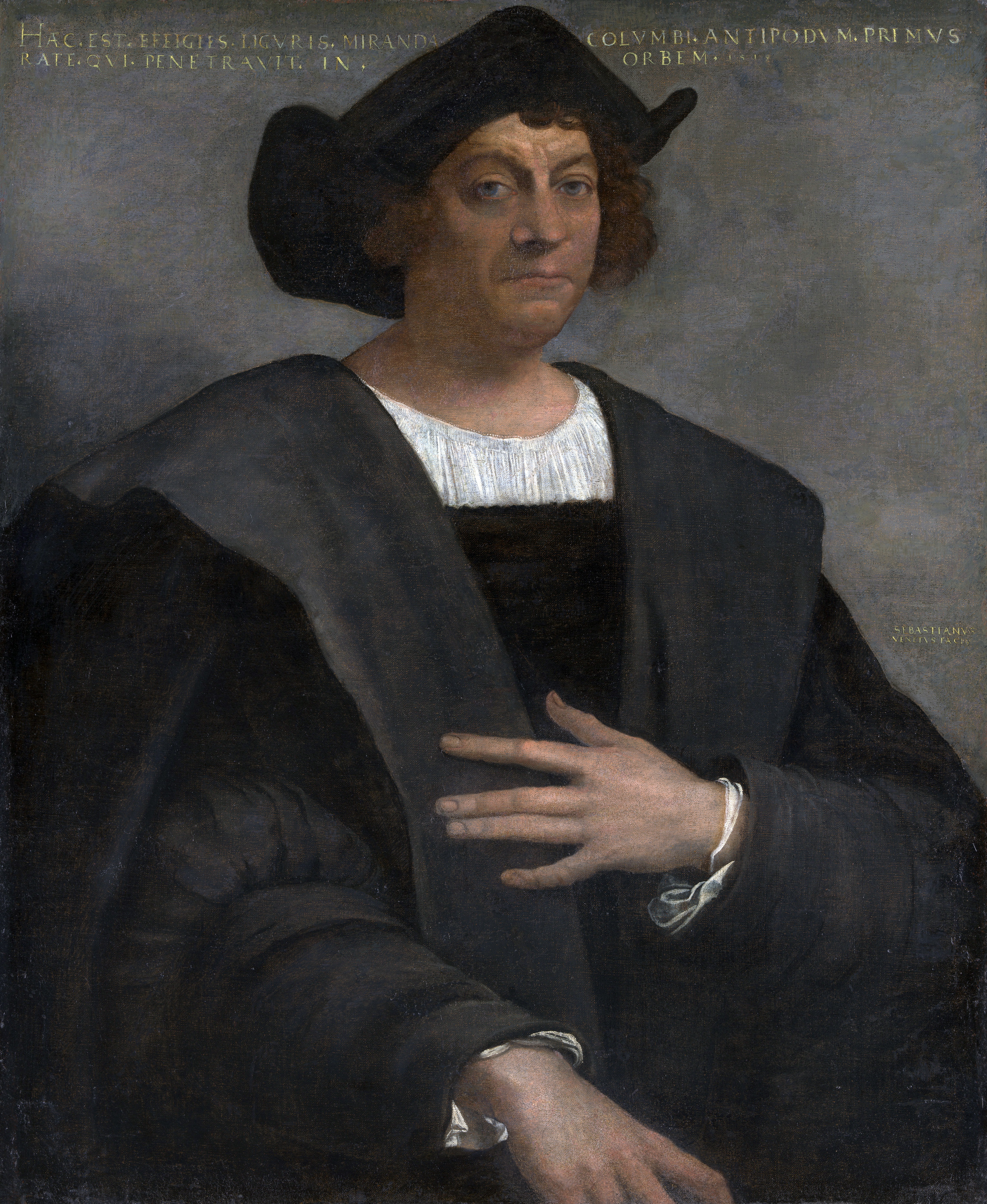
Krzysztof Kolumb (1451-1506)

Inny szlak do Indii próbował znaleźć Krzysztof Kolumb, genueńczyk urodzony w 1451 roku. Uważał on, że najkrótsza droga do tego kraju wiedzie przez Ocean Atlantycki na zachód. Swoje poglądy opierał na twierdzeniach sławnego wówczas uczonego Toscanellego, który, korzystając z liczb podanych jeszcze przez Ptolemeusza, głosił, że obwód Ziemi jest znacznie mniejszy niż w rzeczywistości i że między zachodnimi wybrzeżami Europy a wschodnimi Azji nie ma żadnego większego lądu. Wyliczenia Kolumba były jeszcze bardziej optymistyczne niż Toscanellego – wskazywały, że odległość z Europy do Japonii (zwanej wtedy Cipangu) wynosi tylko 2400 mil morskich. Te liczby Kolumb przedstawił w latach 1484–1485 królowi portugalskiemu Janowi II, kiedy zwrócił się do niego z propozycją zorganizowania wyprawy morskiej tą trasą, jednak władca, opierając się na opinii specjalistów, odrzucił pomysł. Kolumb przedstawił tę samą propozycję władcom hiszpańskim, angielskim i francuskim, jednak nie zgodzili się na wyłożenie pieniędzy na podróż. Dopiero kolejne staranie się na dworze hiszpańskim przyniosło odpowiedź pozytywną: Izabela Kastylijska i król Ferdynand w 1492 roku zgodzili się sfinansować wyprawę, mianować Kolumba admirałem oraz wicekrólem i gubernatorem wszystkich ziem, do których dotrze.
3 sierpnia 1492 roku flotylla trzech statków wypłynęła z Hiszpanii ku Wyspom Kanaryjskim, skąd 9 września ruszyła na zachód, by 12 października 1492 roku dotrzeć do jednej z wysp archipelagu Bahamy. Kolumb nazwał ją San Salvador, a jej mieszkańców – Indianami, przekonany był bowiem, że dotarł do Azji. Przez kilka miesięcy flotylla badała okoliczne lądy, docierając m.in. do Kuby i Haiti. W styczniu 1493 roku ruszyła w drogę powrotną, by w marcu dotrzeć do Europy, gdzie odkrywcę witano z wielkimi honorami. W kolejnych latach Kolumb kierował jeszcze trzema wyprawami do Nowego Świata, w trakcie których badał kolejne wyspy, a także ląd Ameryki Południowej i Środkowej, jednak do swojej śmierci w 1506 roku był przekonany, że udało mu się dopłynąć do Indii.
Jeszcze za życia Kolumba zaczęto podejrzewać, że poznane przez niego ziemie to nie Azja, lecz zupełnie nowy kontynent. Wysłano liczne wyprawy, których zadaniem miało być dokładniejsze zbadanie Nowego Świata, m.in. dowodzoną przez Amerigo Vespucciego, który gruntownie zbadał wybrzeża Ameryki Południowej od Wenezueli do Brazylii. Od jego imienia zaczęto nazywać nowy ląd Ameryką.
Gdy w końcu zrozumiano, że lądem, do którego dotarł Kolumb, jest potężny kontynent, sądzono, że jest on przeszkodą nie do przebycia na zachodniej drodze do Indii. W 1513 hiszpański żeglarz Vasco Núñez de Balboa, przemierzywszy konno Przesmyk Panamski, dotarł nad wybrzeża Oceanu Spokojnego.

## Dalsze wyprawy
Po odkryciu kontynentu amerykańskiego Hiszpanie, a także Portugalczycy, zintensyfikowali swe odkrywcze wyprawy zamorskie. W tym celu, zgodnie z opinią papieża, oba państwa zawarły w 1494 roku traktat z Tordesillas, w którym podzieliły między siebie nowo poznane terytoria. Granicą podziału został południk 46 stopni na zachód od Greenwich. Leżące na wschód od niego terytoria na kontynencie afrykańskim i w południowej Azji przypadły Portugalii. Natomiast cała Ameryka miała stać się zdobyczą Hiszpanii. Jednakże, jak się później okazało, na wschód od 46 południka znalazła się znaczna część Ameryki Południowej i faktycznie tereny te opanowali potem Portugalczycy, zwąc je Brazylią.

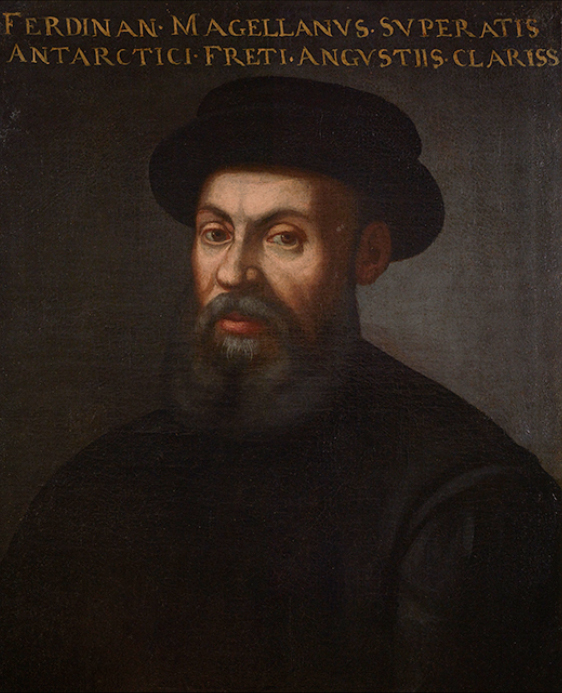
Ferdynand Magellan, 1480-1521

20 września 1519 roku z portu San Lucar wypłynęła flotylla pięciu statków pod wodzą Ferdynanda Magellana. Podróż ta miała przyćmić sławą wcześniejsze dokonania Kolumba i Vasco da Gamy. Choć sam Magellan nie powrócił z wyprawy, ginąc w walkach z tubylcami na Filipinach, jego wyprawa była pierwszą, która opłynęła świat dookoła. Z pięciu statków z 265 żeglarzami na pokładach, które wyruszyły w podróż, tylko jeden, z 18-osobową załogą, powrócił do San Lucar po prawie trzech latach żeglugi. Żeglarze zdziwili się również faktem, że wrócili (według własnych wyliczeń) w sobotę, podczas kiedy w San Lucar była już niedziela. Odkryli zmianę daty. Podróż Magellana dała ostateczny dowód na kulistość Ziemi oraz zmieniła wyobrażenia na temat jej rozmiarów.
W ślad za Kolumbem, da Gamą i Magellanem wyruszyli w świat inni poszukiwacze przygód, bogactw i sławy. Do końca XVII wieku układ kontynentalny świata był już w grubszych zarysach znany. Na podróżników z Europy czekała jeszcze tylko Antarktyda. Wielkie wyprawy, choć dramatyczne, trudne były do przełożenia na ścisłą wiedzę geograficzną. Odkrywcy byli żeglarzami, nawigatorami, często kupcami lub misjonarzami. Brakowało im jednak zdolności naukowej obserwacji i syntezy zdobytych informacji. Często też szczegóły odkryć objęte były tajemnicą przez rządy lub kompanie sponsorujące wyprawy, w obawie przed konkurencją. Ostatecznie największą korzyścią, jaką nauki geograficzne odniosły z wielkich odkryć, było raczej burzenie starej doktryny niż budowanie nowej. Dopiero następna epoka przyniosła zmianę w tej dziedzinie.